# Гетто в Кросневице
Гетто в Кросневице — еврейское гетто, созданное нацистами в период оккупации Польши во время Второй мировой войны, в городе Кросневице. Существовало с мая 1940 года по март 1942 года.

## История
Перед тем как захватить Кросневице, немецкие войска три дня обстреливали город. В самом населённом пункте вспыхнули беспорядки. Некоторые местные жители начали нападать на евреев и избивать их. Нацисты оккупировали город 15 сентября 1939 года. Немецкие солдаты разбили окна в синагоге, развернули свитки Торы и осквернили их. Они хватали евреев на улице и подстригали им бороды. Со временем издевательства продолжились. Евреев избивали, запрещали носить традиционную одежду, выгоняли из квартир, отправляли на принудительные работы. У них конфисковали все магазины.

## Гетто
Нацисты создали гетто в Кросневице 10 мая 1940 года. Изначально количество узников в нём составляло около 1500—1600 человек. В течение последующих месяцев за счёт беженцев оно выросло до двух тысяч. Гетто состояло из 35—40 домов на Кутновской улице. Оно не было огорожено, и существовала теоретическая возможность покупать продукты на черном рынке. Однако это было запрещено и узники постоянно голодали. Санитарные условия были ужасающими — воду приходилось приносить из-за пределов гетто В 1940 году был создан юденрат, который отвечал за поставку рабочих в немецкие трудовые лагеря и сбор налогов для немцев. Каждый день немецкие полицейские вывозили из гетто мужчин для работы на железной дороге возле Ленчицы.
В сентябре 1941 года нацисты отправили первый эшелон молодых людей из гетто Кросневице в исправительно-трудовые лагеря под Познанью. В общей сложности в трудовые лагеря было отправлено четыре подобных эшелона. После этих депортаций в гетто остались только больные, старики, женщины и дети.

## Ликвидация гетто
В марте 1942 года была проведена ликвидация гетто. Всем евреям приказали собраться в центре гетто. Там им сообщили, что их отправят в Бессарабию. В течение двух дней все оставшиеся евреи Кросневице были на грузовиках перевезены в лагерь смерти Хелмно.